# Žena
Žêna ali sopróga je ženska nekrvna sorodnica moža. Žena in mož postaneta s sklenitvijo zakonske zveze - s poroko, ki je civilna, lahko pa tudi cerkvena. S tem ustvarita zametek družine.
Ponekod (muslimanske države) je dovoljeno mnogoženstvo, v Sloveniji uradno ni dovoljeno.